# Grain de sable
"Grain de sable" är en sång skriven och inspelad av David Alexandre Winter runt 1969. Låten har två gånger spelats in på svenska av Sven-Ingvars, med text av Kerstin Lindén.

## Svenska versioner
Första gången Sven-Ingvars spelade in låten var med titeln "Sommar och sol är det bästa jag vet". Den hördes på albumet Sven-Ingvars i Carnegie Hall (1970).
Andra gången gjordes det under titeln "Sommar och sol". Detta var en B-sida till singeln "Luffarvisa" från 1990, samt en låt på albumet På begäran från samma år. 1990–2003 fungerade låten som avslutande signaturmelodi till sommarlovsprogrammet Hajk.
I Så mycket bättre 2017 spelades sången in av Icona Pop.